# Angol heraldika

I. Richárd angol király címere, amelyet általában Anglia címereként használnak

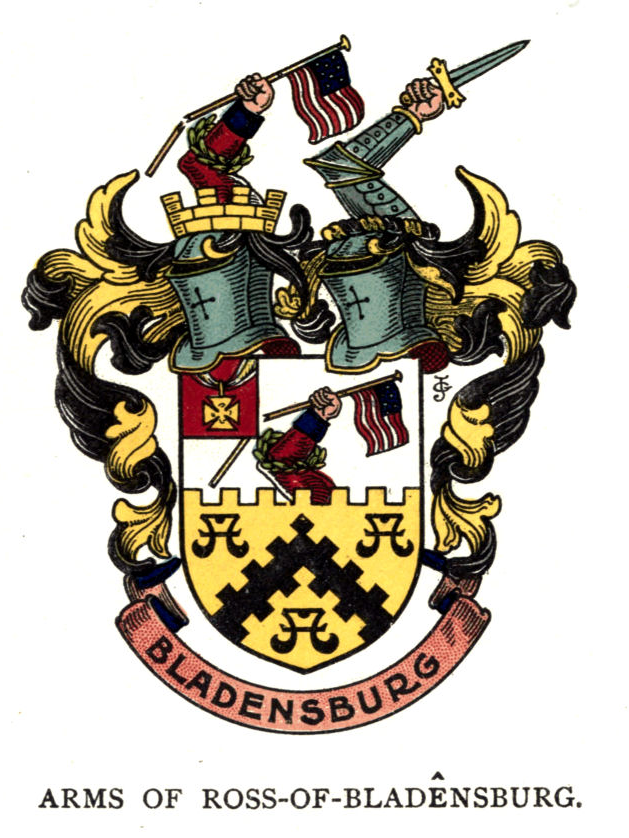

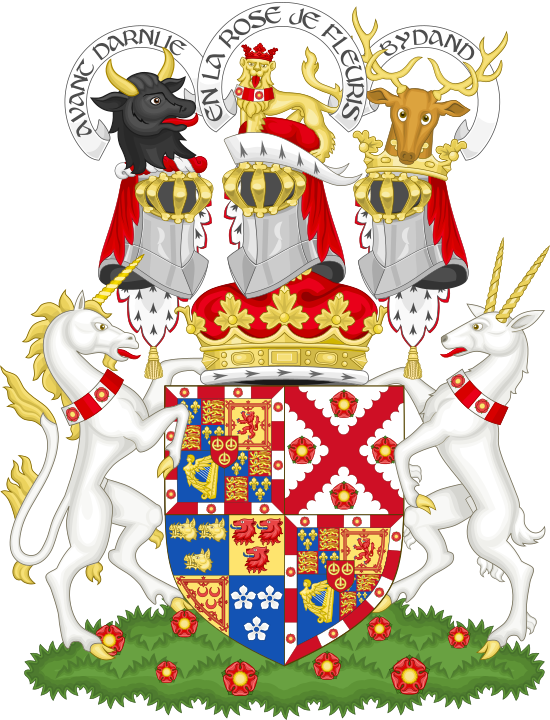

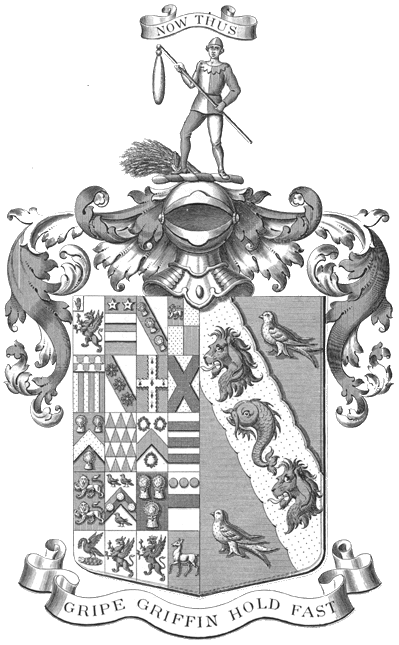

Az angol heraldika szerkezeti alapú heraldikai rendszer, mely történetileg és szervezetileg
viszonylag jól elkülönül a skót és a walesi heraldikától, bár jellegük nagyrészt azonosak és együtt alkotják a brit
heraldikának nevezhető egységet az európai heraldikán belül. A nevezéktan, a
címerleírás, a címergyakorlat, a címerelmélet, a címerszemlélet stb. terén mindmáig megtartotta a középkori heroldok szemléletét, mely összhangban van a 19. században meginduló tudományos heraldika szemléletével.
Angliában a heraldikai szabályozás, a címerek adományozásának és regisztrálásának feladatát a Címerhivatal (College of Arms) látja el. Címerhasználatra jogosultak a királyi család tagjai (a családba beházasodó személyeknek az uralkodó adhat címert), a nemesség tagjai, illetve a városok és települések. Az angol lovagi rendek, mint pl. a Térdszalagrend, szintén jogosult saját címerét használni.
Az angol heraldika jellegzetessége a megkülönböztető jegyek alkalmazása, amelyek a családi címereken belül megkülönböztetik a leszármazottak címerét. A családban feje jogosult a címert változatlan formában használni, fiai (és lányai, ha jogosultak a címerhasználatra) pedig megkülönböztető jelzéseket kapnak, pl. három- vagy ötosztatú ezüst szalagot, különféle jelvényekkel.

## Az angol heraldika fejlődése
A címerek az elsők között, a 12. század közepén jelentek meg Angliában, amiben nagy szerepet töltöttek be a normann hódítók
eredeti hazájukhoz, Franciaországhoz fűződő szoros dinasztikus kapcsolatai. Például a legkorábbi címernek, a francia
Vermandois család sakkozott pajzsának, a szövevényes családi kapcsolatok nyomán, számos változata használatos Angliában.
Az angol heraldika nevezéktanát, a címerleírást, a címerszemléletet tekintve egyaránt a francia heraldika erős
befolyása alatt áll.
A szakterminológia 1400 körüli megváltoztatására tett kísérlet nem járt eredménnyel. Kezdetben a közép-európai heraldikához
hasonló jellegű volt, de a 16. század óta a legtöbb területen merev címerelméleti kezdeményezések váltak uralkodóvá,
melyekhez a mai modern angol heraldika is ragaszkodik. A 17. században a megkülönböztető jegyeket (cadency marks) alkalmaztak a család egyes ágai számára, ami rendkívül bonyolult, bár nem annyira, mint Franciaországban. A Fairbrain's Book of Crests megjelenése után a sisakdíszeket kezdték önállóan, az egész címer helyett viselni. A címerképek stilizálása a 17. századtól kezdve gyakran antiheraldikus, szinte természetes. A modern angol heraldika kedveli a kísérletezést az egyre újabb szerkezeti elemekkel, borításokkal, címerábrákkal, pajzstagolási módokkal, melyeket a modern élet hoz magával. Ezek helyes meghatározásánál fontos szerepet kap a címerleírás, ezért a heraldikai kézikönyvek gyakran említik meg a
szokatlan vagy kirívó címerábrákat, színeket stb.

## Az angol heraldika jellege
Mivel az angol heraldika nevezéktana szinte egyáltalán nem érthető a kívülállók számára, mindig is nagyrészt elitista
jellegű maradt. A 16-18. században a fontosabb címertani ismeretek hozzátartoztak a gentleman alapműveltségéhez. Az
angol heraldika gyakorlatára mindig is nagy befolyással voltak az angol heraldikusok művei.
A megkülönböztető jegyek (cadency marks) pontosan kijelölik az egyén helyét a családon belül. A nemzetség eredeti
címerét változtatás nélkül csak a család feje viselheti. A pajzs és a sisakdísz mellett a brit heraldikában a
címerviselő megkülönböztetésére szolgáló harmadik eszköz a címerjelek (badge) rendszere, melyet a címeradományok
során egyaránt viselnek a magánszemélyek, testületek, intézmények, országok stb. (Pl. Anglia címerjele rózsa, Skóciáé bogáncs,
a walesi hercegé három strucctoll stb.) A címerjelek ikonográfiája hatással van a modern angol címerekre is.
A pajzsformák Nagy Britanniában általában szögletesek és alul csúcsosak. Már a legkorábbi címereken is előszeretettel
alkalmaztak változatos osztóvonal-típusokat, ami részben a címertörés eszköze is lehetett. Nagyon gyakoriak a
prémek, melyek változatos formában fordulnak elő, gyakran egymással is kombinálódnak. Sok olyan prémfajta van, melyet máshol nem használnak. Vannak olyan viszonylag korai nemheraldikus színek is (murrey, sanguine, tawny), melyek máshol szintén ismeretlenek.
A szerkezeti szemléletnek megfelelően uralkodik a mesteralakok használata. Az ún. fő mesteralakok (ordinary)
geometriája meghatározza a többi címerábra és címerkép megkülönböztető jegyeit: nagyságát,
geometriáját, számát, pózát, helyzetét, színét stb. Az osztatlan pajzsokra
ma is jellemző az élő heraldika eredeti egyszerűsége, amikor a címerben vagy a mezőben jellemzően csak egy (fő)
címerábra és egy borítás található. A címerképek mindig lebegők, nem érinthetik a pajzs
szélét. Ezért, ha a mesteralakok lebegők, rendszertanilag a címerképek közé tartoznak. Maguk a címerképek is
gyakorta díszítettek különféle mesteralakokkal vagy pajzstagolási módokkal. Az angol címerábrák szinte sohasem állnak
szokásos heraldikai alaphelyzetükben, hanem általában rendelkeznek valamilyen sajátos pózzal vagy helyzettel, vagy
egy másik címerábrával díszítettek. A címerképek és sisaktakarók megrajzolása nagyon dinamikus, szinte érződik rajtuk a
mozgás és pózuk kiválóan érzékelteti az adott címerábra jellemző vonását. Nagyon kedveltek a hajózás jelképei, a
beszélő címerek és a különféle geometriai alakzatok, pajzstagolási módok és trükkök, mint a színváltás. Az angol heraldika sokféle képzeletbeli állatot használ (pl. yale, tengerinyúl, camelopardalis, hím griff, heathcock, pantheon, catoblepas stb.), melyek máshol ismeretlenek. Sok olyan jellegzetes címerképet is gyakran használnak, melyek máshol ismeretlenek vagy nagyon ritkák, mint pl. az ún. vizestömlő (water-bouget) vagy az ingujj (maunch).
A pajzs (címer) és a sisakdísz mindjobban elvált egymástól és külön-külön is kifejezheti a címerviselőt. A sisak gyakran elmarad a címerből. A sisakdíszek nagyon változatosak és gyakran a sisakkoronán vagy sisakkoszorún lebegnek a pajzs fölött, ami más rendszerekben súlyos, antiheraldikus vétségnek számít. A rangjelölő eszközök (koronák, sisakok, pajzstartók stb.) bonyolult és merev rendszerét alakították ki. Olykor rangkoronára is helyeznek sisakot. Pajzstartókat csak a királyi család tagjai a világi peerek és egyes
lovagrendek tagjai használhatnak.

## Szervezetek

Az Egyesült Királyság királyi címere

Angliában a címerek kiállítása ma is a heroldok feladata. A legfontosabb angol címerügyi testület a Címerhivatal (College of Arms), mely 1555-től mindmáig felügyeli az angol és walesi címerekkel kapcsolatos ügyeket: betartatja a heraldika szabályait, megtervezi és kiállítja a címereket stb. Az ország a heroldok és perszevantok illetékességi területe szerint van felosztva. Három címerkirály működik (Garter: a Térdszalagrend címerkirálya, az angol heroldok elöljárója; Clarenceux: a második számú címerkirály, a Trent folyótól délre illetékes; Norroy: a legrégibb angol címerkirály, a Trent folyótól északra illetékes; továbbá Bath: a Bath Rend címerkirálya, aki nem tagja a College od Arms szervezetének, de rangban a Térdszalagrend címerkirálya mögött áll); hat herold is van (Chester, Lancaster, Richmond, Somerset, Windsor, York); alattuk négy perszevant működik (Rouge croix, Blue mantle, Rouge dragon, Portcullis). Ezenkívül időnként kineveznek rendkívüli heroldokat és perszevantokat is.
- The College of Arms (Queen Victoria Street, London EC4V 4BT)

## Egyesületek
Angliában több szakmai és amatőr heraldikai és genealógiai társaság is létezik.
- The Heraldry Society (44/45 Museum Street, London WC1A 1LY)
- Institute of Heraldic and Genealogical Studies (Northgate, Canterbury, Kent, CT1 1BA)
- Society of Genealogists (14 Carterhouse Buildings, London EC1M 7BA)
- Achievements Ltd. (Northgate, Canterbury, Kent CT1 1BA)
- Arms and Armour Society (30 Alderney St, London SW1)
- Association of Genealogists and Record Agents (1 Woodside Close, Caterham, Surrey CR3 6AU)
- British Records Association (Charterhouse Sq. London EC1M 6AU)
- British Records Society (University of Keele, Staffordshire ST5 5BG)
- Burke's Peerage (Eden St, Kingston-upon-Thames, Surrey)
- Catholic Record Society (114 Mount St, London WC2Y 6AH)
- Central Chancery of the Orders of Knighthood (St Jame's Palace, London SW1A 1BG)
- Corporation of London Record Office (Guildhall, London EC2P 2EJ)
- Debrett's Peerage (56 Walron St, London W3)
- Federation of Family History Societies (17 Fox Lea Rd, Hayley Green, Halesowen, West Midlands, B63 1DX)
- Flag Institute (10 Vicarage Rd, Chester, Cheshire, CH2 3HZ)
- Heraldry Today (10 Beauchamp Place, London SW3)
- Herald's Museum at the Tower of London (H.M. Tower of London, EC3N 4AB)
- Historical Association (59a Kennington Rd, London SE11 4JH)
- Institute of Heraldic and Genealogical Studies (Northgate, Canterbury, Kent CT1 1RB)
- National Register of Archives (Quality Court, London WC2A 1HP)
- Orders and Medals Research Society (123 Turnpike Link, Croydon CR0 5NU)
- Society of Genealogists (14 Charterhouse Buildings, London EC1M 7BA)
- Society of Heraldic Arts (Elderfield House, Bishop's Caundle, near Sherborne, Dorset DT9 5NG)
- Ulster Historical Foundation (66 Balmoral Ave, Belfast, Northern Ireland)

## Kiadványok
- The Escutcheon (The Journal of the Cambridge University Heraldic and Genealogical Society)
- The Coat of Arms (a The Heraldry Society folyóirata)
- The Heraldry Gazette (a The Heraldry Society folyóirata)
- Family History (az Institute of Heraldic and Genealogical Studies folyóirata)
- The College of Arms Newsletter (a Címerhivatal internetes folyóirata)

## Lásd még
- skót heraldika
- walesi heraldika
- ír heraldika
- ausztrál heraldika
- címerjel
- Az Egyesült Királyság királyi címere